# یانیس کالنینش
یانیس کالنینش (لتونیایی: Jānis Kalniņš؛ ۳ نوامبر ۱۹۰۴ – ۳۰ نوامبر ۲۰۰۰) رهبر موسیقی و آهنگساز لتونیایی‌تبار اهل کانادا بود.